# Troposporium album
Troposporium album är en svampart som beskrevs av Harkn. 1884. Troposporium album ingår i släktet Troposporium, divisionen sporsäcksvampar och riket svampar.   Inga underarter finns listade i Catalogue of Life.